# Claude Jaunière
Claude Jaunière, née Rachel Varinot à Paris le 25 juillet 1901 et morte à Saint-Mandé le 27 juin 1989, est une romancière française spécialiste du roman sentimental. Ancienne secrétaire de Magali, elle fut vice-présidente avec elle du Club des Ecrivains et Romanciers professionnels, présidé par Max du Veuzit, membre du Comité des Ecrivains catholiques et chevalier de l'ordre national du mérite

## Œuvres
Selon Ellen Constans, Claude Jaunière aurait écrit 58 romans dont :
- 1948 : La Sixième fenêtre
- 1952 : Romance à Grenade
- 1952 : La Tour sarrazine, éd. J. Tallandier, 221 pages (OCLC 459594622)
- 1953 : J'aimais un vagabond, éd. J. Tallandier, 253 pages (OCLC 799696605)
- 1954 : Combat contre mon cœur
- 1957 : Loin de mes yeux
- 1957 : Pourquoi lui ?
- 1959 : Lune de miel
- 1960 : Je ne sais pas pourquoi
- 1960 : Une fille comme toi, éd. Le Cercle du livre romanesque, 251 pages (OCLC 49147150)
- 1962 : Bonheur en sursis, éd. J. Tallandier, 252 pages
- 1963 : L'amour vous guette, éd. J. Tallandier, 252 pages (OCLC 799684444)
- 1966 : Tendre et turbulente jeunesse
- 1968 : Lèvres closes (éd. Arc-en-Ciel, collection Cercle Arc-en-Ciel Romanesque, 253 pages)
- 1970 : L'Âge de l'amour
- 1973 : séduction